# 조선의 공주 목록
조선 개국 초 명부의 봉호는 이성계의 섭정 아래 개정됐던 고려 공양왕 때의 것을 그대로 사용했다. 이에 왕녀(王女)는 적서의 구별없이 정1품 궁주(宮主), 세자를 제외한 왕자의 정실과 종친 제군의 정실은 옹주(翁主), 왕자·왕녀의 딸 그리고 세자빈의 어머니를 택주(宅主)로 삼았다. 공양왕 때의 개정 당시 후궁의 작위를 따로 만들지 않았었던 탓에 태종이 즉위하기 전까진 후궁 제도가 없어 고려의 옛 습속대로 후궁을 왕녀와 마찬가지로 궁주·옹주로 봉작하기도 했다.
세종 4년, '왕녀와 후궁에게 궁주(宮主)의 작호를 쓰는 것은 고려 말기의 폐습을 그대로 전승한 탓이니 옳지 않다'는 이조의 계에 따라 왕녀의 작위를 공주(公主)로 개칭했다. 이를 전후하여 세종이 후궁 소생 왕녀 중 일부를 옹주로 봉작한 기록이 소수 존재하는데, 대상이 체계적이지 않고 각 연도에 개정된 제도와 일치하지 않으며 하물며 같은 시기 동일 인물의 작위명이 일관적이지 않고 불과 며칠 사이에 혼용되어 있어서 왕자와 마찬가지로 왕녀도 적서를 구별해 봉작해야 한다는 개념 아래 시험적으로 일부 실행만 해봤을 뿐 아직 법제화는 되지 않았던 것으로 보인다.
세종 13년, 제 2차 왕자의 난으로 태종에게 왕위를 양위하고 상왕으로 물러났던 정종이 서거하자 세종은 부왕(父王)인 태종의 정통성을 위해 정종을 정통 군왕(君王)으로 인정치 않고 조선의 친왕(親王: 제후)의 예우로 격하하였다. 이와 함께 정종의 왕자녀의 호칭을 조선의 제후의 자녀의 것으로 낮추며 중국 황실의 제도에 의거해 정종의 왕녀를 모두 군주(郡主)로 강봉했다.
이를 정당화하는 과정으로 나흘 뒤, 왕자·왕제의 딸을 일부 옹주(翁主)로 책봉해온 제도도 개정하여 군주와 현주로 개칭토록 했다. 《세종실록》에 군주와 현주의 대상이 정확히 정의되어 있진 않고, 이후 불과 몇 년만에 제도가 수차례 개정된 탓에 나머지 실록과 최종 명호만을 수록한 묘비·지문·선원록으론 추적이 완전할 수 없어 명확한 정의를 내릴 순 없다. 단지, 정종의 서출 왕녀들은 전원 군주로 책봉됐으며, 이외 태종의 동복 백형(伯兄: 첫째 형, 아버지의 적장자)인 진안대군의 적장녀(이숙묘의 처)와 세종의 동복 백형이자 전(前) 세자였던 양녕대군의 적장녀(이자의 처)가 군주로 개칭 책봉됐고, 그외 종실녀는 일부 현주로 개칭되었는데 이중엔 양녕대군의 적차녀·적삼녀·적사녀 및 효령대군의 적장녀이자 외동딸도 있어 부친의 적서 여부나 본인의 적서 여부로 군주나 현주로 구별한 것이 아님을 알 수 있다.
세종 22년, 세종 13년에 개정했던 관제가 분별이 없음이 지적되어 새로 개정됐다.
| 작위명     | 대상                         |
| ---------- | ---------------------------- |
| 공주(公主) | 왕의 적녀                    |
| 옹주(翁主) | 왕의 서녀                    |
| 군주(郡主) | 왕세자의 적녀                |
| 현주(縣主) | 왕세자의 서녀                |
| 현주(縣主) | 대군의 적녀                  |
| 향주(鄕主) | 왕자군의 적녀                |
| 향주(鄕主) | 대군의 서녀                  |
| 정주(亭主) | 왕자군의 서녀 및 그외 종실녀 |
이후 왕녀의 적서를 구별하여 왕의 적녀는 공주, 서녀는 옹주로 다시 개칭하였으며, 군주와 현주는 왕세자의 딸의 작위로 한정하고, 그외 종실녀의 작위는 전부 폐지했다.
성종 16년에 반포된 《을사대전》(《경국대전》의 최종판)이 편찬되기 전, 성종의 즉위로 실세가 된 한명회(성종의 장인·외척)에 의해 왕실 내척(內戚: 왕자와 왕녀 일족)의 관직 진출 및 정사 간여가 엄금된 것에 대해 선왕(세종)의 왕자들이 지존의 자식의 처지가 신하보다 하찮게 되었다며 연이어 불만과 억울함을 호소하자 성종이 이들을 위로함과 동시에 상징적으로나마 왕자녀의 위계를 올려 왕실의 권위를 올릴 목적으로 종래의 정1품이었던 왕자(大君·君)와 왕녀(公主·翁主)의 품계를 무계로 조정했다. 이는 《을사대전》에 수록되어 1897년(고종 34년, 광무 원년)에 대한제국이 설립되기까지 대체적으로 그대로 쓰여진다. 아래의 표는 《을사대전》의 외명부 중 의친 여성 편과 의빈부 편(13면~16면), 그리고 돈녕부 편(13면~15면)를 통합하여 요약한 것이다.
| 성종 16년(1485년) ~ 고종 34년(1897년) | 성종 16년(1485년) ~ 고종 34년(1897년) | 성종 16년(1485년) ~ 고종 34년(1897년) | 성종 16년(1485년) ~ 고종 34년(1897년) | 성종 16년(1485년) ~ 고종 34년(1897년) | 성종 16년(1485년) ~ 고종 34년(1897년) | 성종 16년(1485년) ~ 고종 34년(1897년) |
| 품계 | 작위명                                | 작호                                  | 대상                                  | 배필 작위                             | 아들 초봉                             | 사위 초봉                             |
| --- | ------------------------------------- | ------------------------------------- | ------------------------------------- | ------------------------------------- | ------------------------------------- | ------------------------------------- |
| 무계 상(上) | 공주(公主)                            | 휘호(徽號·美名)                       | 왕의 적녀                             | 의빈부 종1품 위(尉)1, 3               | 돈녕부 종7품6                         | 돈녕부 종8품7                         |
| 무계 하(下) | 옹주(翁主)                            | 휘호(徽號·美名)                       | 왕의 서녀                             | 의빈부 종2품 위(尉)1, 3               | 돈녕부 종8품                          |                                       |
| 정1품 | 부부인(府夫人)                        | 읍호(邑號: 府 단위)                   | 왕비의 모친(親母·法母)                | 정1품 부원군(府元君)                  |                                       |                                       |
| 종1품 | 봉보부인(奉保夫人)                    | -                                     | 왕의 유모                             | -                                     |                                       |                                       |
| 정2품3 | 군주(郡主)                            | 읍호(邑號: 郡 단위)2                  | 왕세자의 적녀                         | 의빈부 정3품 부위(副尉)4              |                                       |                                       |
| 정3품3 | 현주(縣主)                            | 읍호(邑號: 縣 단위)2                  | 왕세자의 서녀                         | 의빈부 종3품 첨위(僉尉)5              |                                       |                                       |
| note 1. 부마 간택 후 혼례를 전후하여 최초로 받는 품작(品爵)으로, 이후 정1품·정2품으로 승급된다. 2. 인조 때에 이르러 더이상 읍호를 쓰지 않고 공·옹주와 마찬가지로 휘호를 쓰기 시작했다.[12] 3. 고종 5년의 개정으로 정1품으로 바뀌었다.[13][14] 4. 고종 5년의 개정의 영향 아래 6년의 개정 반포 때 정3품 부위가 종1품(上) 부위로 바뀌었다.[14] 5. 고종 5년의 개정의 영향 아래 6년의 개정 반포 때 종3품 첨위가 종1품(下) 첨위로 바뀌었다.[14] 6. 대군(大君)의 적서(嫡壻: 적녀의 남편)의 초봉과 동일하다. 7. 왕자군(君)의 적서(嫡壻)의 초봉과 동일하다. |                                       |                                       |                                       |                                       |                                       |                                       |

## 조선과 대한제국의 왕녀/황녀 목록
추존왕 목조

-
추존왕 익조 소생
- 안의공주

추존왕 도조 소생
- 문혜공주
- 문숙공주
- 문의공주

추존왕 환조 소생
- 정화공주

태조 소생
- 경신공주
- 경선공주
- 경순공주
- 숙신옹주
- 의령옹주

정종 소생
- 함양옹주
- 숙신옹주
- 상원옹주
- 인천옹주
- 덕천옹주
- 고성옹주
- 전산옹주
- 함안옹주

태종 소생
- 정순공주
- 경정공주
- 경안공주
- 정선공주
- 정신옹주
- 정정옹주
- 숙정옹주
- 숙녕옹주
- 숙경옹주
- 숙근옹주
- 소신옹주
- 소숙옹주
- 경신옹주
- 정혜옹주
- 숙혜옹주
- 숙안옹주
- 숙순옹주

세종 소생
- 정소공주
- 정의공주
- 정안옹주
- 정현옹주

문종 소생
- 경혜공주
- 경숙옹주

단종

- 
세조 소생
- 의숙공주

추존왕 덕종 소생
- 명숙공주

예종 소생
- 현숙공주
- 혜순공주

성종 소생
- 순숙공주
- 휘숙옹주
- 경숙옹주
- 휘정옹주
- 정혜옹주
- 공신옹주
- 혜숙옹주
- 정순옹주
- 정숙옹주
- 경순옹주
- 숙혜옹주
- 경휘옹주

연산군 소생
- 휘신공주
- 이복억
- 이영수 (권한의 처)
- 이함금
- 이복합
- 이정수 (왕족)
- 옹주 이씨

중종 소생
- 효혜공주
- 의혜공주
- 효순공주
- 경현공주
- 인순공주
- 혜순옹주
- 혜정옹주
- 정신옹주
- 숙정옹주
- 정순옹주
- 효정옹주

인종

-
명종

-
선조 소생
- 정명공주
- ?공주
- 정신옹주
- 정혜옹주
- 정숙옹주
- 정안옹주
- 정휘옹주
- 정인옹주
- 정선옹주
- 정근옹주
- 정정옹주
- 정화옹주

광해군 소생
- 폐옹주 이씨(박징원의 처)

추존왕 원종 소생
인조 소생
- 효명옹주

효종 소생
- 숙신공주
- 숙안공주
- 숙명공주
- 숙휘공주
- 숙정공주
- 숙경공주
- 의순공주(양녀)
- 숙녕옹주

현종 소생
- 명선공주
- 명혜공주
- 명안공주

숙종 소생
- ?공주
- ?공주

경종

-
영조 소생
- 화억옹주
- 화순옹주
- 화평옹주
- 화덕옹주
- 화협옹주
- 화완옹주
- 화유옹주
- 화길옹주
- 화령옹주

추존왕 진종

- 
추존왕 장조

- 
- 청연공주
- 청선공주
- 청근옹주

정조 소생
- ?옹주
- 숙선옹주

순조 소생
- 명온공주
- 복온공주
- 덕온공주
- 영온옹주

헌종 소생
- ?옹주

철종 소생
- 영혜옹주

고종 소생
- ?공주
- 덕혜옹주

순종